# Max Schacherl

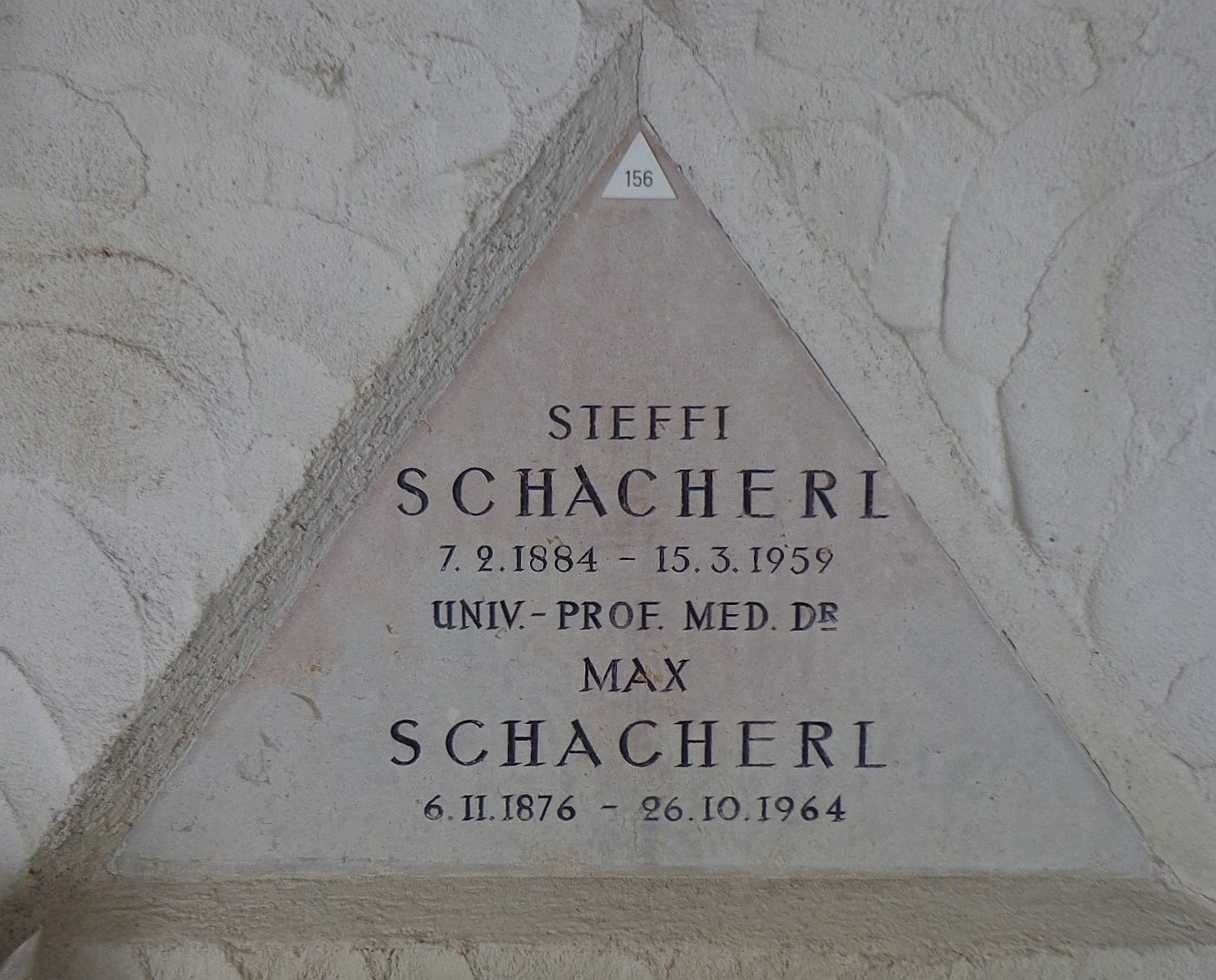
Feuerhalle Simmering, Grab von Max Schacherl und seiner Ehefrau Steffi Schacherl

Max Gerwin Schacherl (* 6. November 1876 in Wien, Österreich-Ungarn; † 26. Oktober 1964 ebenda) war ein österreichischer Psychiater, der in der Zeit des Nationalsozialismus emigrieren musste.

## Leben
Max Schacherl studierte Medizin und wurde dann Assistent an der Klinik Wagner-Jaureggs. Im Jahr 1919 wurde er habilitiert. Von 1924 bis 1938 war er Vorstand der Neurolues-Station und des Ambulatoriums für Nervenkranke am Kaiser-Franz-Josef-Spital. Nach dem sogenannten Anschluss Österreichs musste er als Jude nach London emigrieren. Er kehrte 1946 nach Österreich zurück. 1947 wurde er Vorstand des Ambulatoriums für Nervenkrankheiten am Rudolfspital. Von seinen wissenschaftlichen Publikationen ist vor allem die Therapie der organischen Nervenkrankheiten bekannt.
Er wurde im Arkadenhof der Feuerhalle Simmering bestattet (Abteilung ARI Nummer 156).